# There'll Be Sad Songs (To Make You Cry)
«There'll Be Sad Songs (To Make You Cry)» (en español: «Habrás tristes canciones tristes (para hacerte llorar)») es el título de una canción interpretada por el cantautor trinitense-inglés Billy Ocean, Se lanzó bajo el sello discográfico Jive Records en enero de 1986 como el segundo sencillo de su sexto álbum de estudio, Love Zone (1986). Fue escrita y producida por Wayne Brathwaite y Barry Eastmond. Ocean también fue acreditado como coescritor de la canción.
Alcanzó el número uno en el Billboard Hot 100 el 5 de julio de 1986, donde permaneció durante una semana. También encabezó las listas de Adult Contemporary Tracks y Hot Black Singles en los Estados Unidos ese mismo año.

## Información de la canción
Barry Eastmond había grabado teclados y sintetizadores en el álbum de Billy Ocean de 1984 Suddenly. Clive Calder, presidente de Jive Records, quería que él también participara en el próximo álbum. Junto con Wayne Brathwaite, produjo el álbum, y el dúo participó en la composición de ocho de las nueve canciones del álbum.
Según Barry Eastmond, "There'll Be Sad Songs (To Make You Cry)" se inspiró en un incidente relacionado con el sencillo de Ocean del año anterior, "Suddenly". Le contó a Fred Bronson en The Billboard Book of Number One Hits sobre una amiga de su esposa que recientemente había roto con su pareja. Mientras estaba en una fiesta organizada por su nuevo novio, se tocó "Suddenly", que le recordaba a su novio anterior, y rompió a llorar. Eastmond y sus coescritores utilizaron este escenario como base para escribir la canción.

## Posicionamiento en listas
| Lista (1986-1987)                                    | Máxima posición |
| ---------------------------------------------------- | --------------- |
| Australia (Kent Music Report)                        | 10              |
| Bélgica (Flandes) (Ultratop 50)                      | 9               |
| Canadá (RPM Top Singles)                             | 1               |
| Estados Unidos (Billboard Hot 100)                   | 1               |
| Estados Unidos (Adult Contemporary)                  | 1               |
| Estados Unidos (Hot R&B/Hip-Hop Songs)               | 1               |
| Estados Unidos Top 100 Singles (Cash Box)            | 1               |
| Estados Unidos Black Contemporary Singles (Cash Box) | 3               |
| Finlandia (Suomen virallinen lista)                  | 11              |
| Irlanda (IRMA)                                       | 15              |
| Noruega (VG-lista)                                   | 9               |
| Nueva Zelanda (Recorded Music NZ)                    | 3               |
| Países Bajos (Dutch Top 40)                          | 8               |
| Reino Unido (Official Charts Company)                | 12              |

### Sucesión en listas
| Predecesor: «On My Own» de Patti LaBelle & Michael McDonald | U.S. Billboard Hot 100 — Sencillo Nº. 1 5 de julio de 1986 - 11 de julio de 1986 | Sucesor: «Holding Back the Years» de Simply Red |

| Predecesor: «On My Own» de Patti LaBelle & Michael McDonald | U.S. Cash Box Top 100 — Sencillo Nº. 1 5 de julio de 1986 - 18 de julio de 1986 | Sucesor: «Holding Back the Years» de Simply Red |

| Predecesor: «Live to Tell» de Madonna | U.S. Billboard Hot Adult Contemporary Tracks — Sencillo Nº. 1 21 de junio de 1986 - 27 de junio de 1986 | Sucesor: «No One Is to Blame» de Howard Jones |

| Predecesor: «Nasty» de Janet Jackson | U.S. Billboard Hot Black Singles — Sencillo N. 1 28 de junio de 1986 - 11 de julio de 1986 | Sucesor: «Who's Johnny» de El DeBarge |